# Ábel Szocska
Ábel Antal Szocska OSBM (ur. 21 września 1972 w Wynohradiwie) – węgierski duchowny katolicki rytu bizantyjskiego, eparcha  Nyíregyházy od 2018.

## Życiorys

### Prezbiterat
30 września 2001 otrzymał święcenia kapłańskie. W latach 2008–2018 był przełożonym bazylianów na Węgrzech.

### Episkopat
31 października 2015 został mianowany przez papieża Franciszka administratorem apostolskim eparchii Nyíregyháza. 7 kwietnia 2018 został wybrany jej eparchą. Sakry udzielił mu 10 maja 2018 metropolita Hajdúdorogu - arcybiskup Fülöp Kocsis.